# Aleipata-eilanden

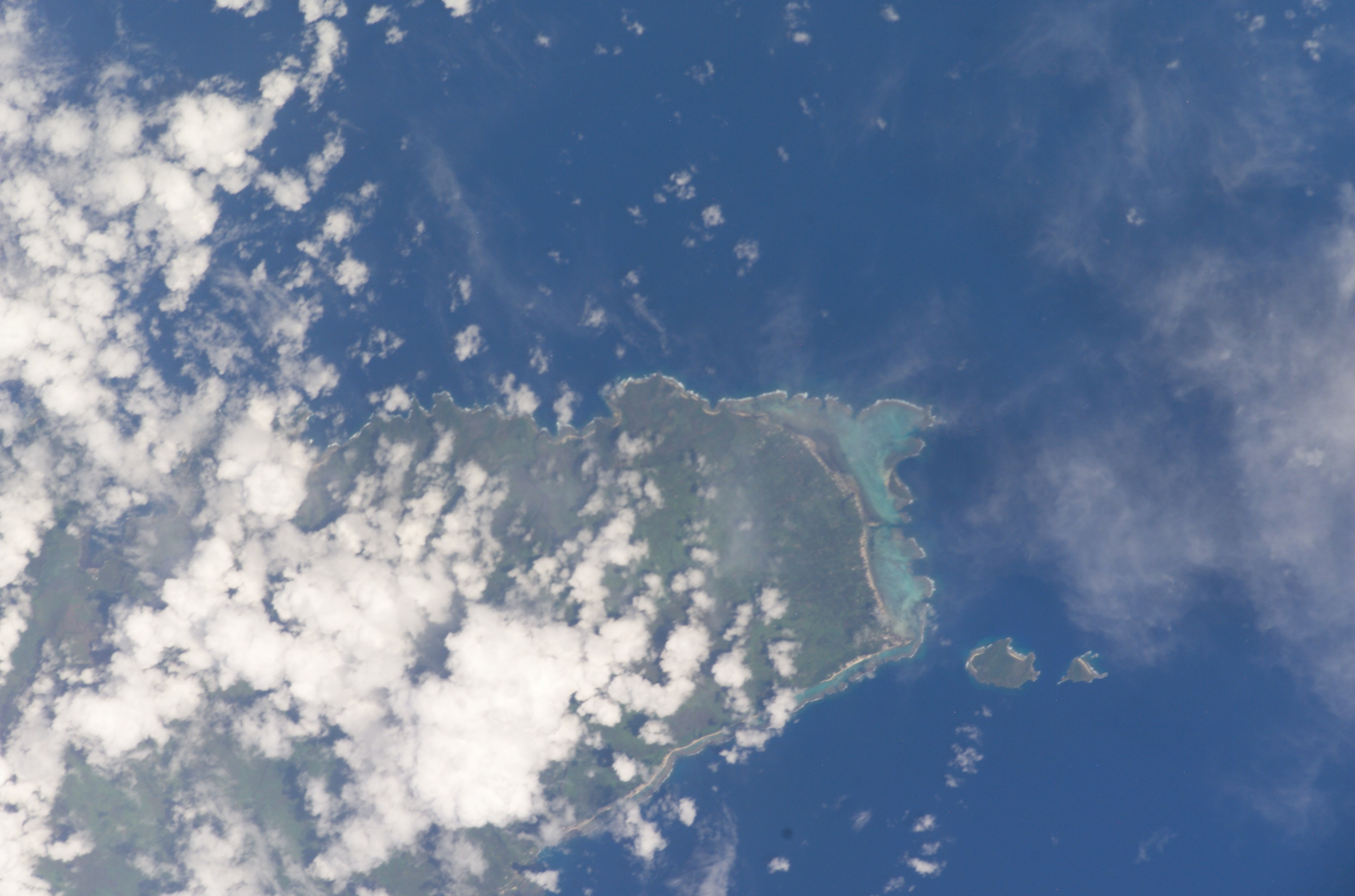
De Aleipata-eilanden, ten oosten van Upolu

De Aleipata-eilanden zijn een groep van vier onbewoonde eilanden ten oosten van Upolu in Samoa. De eilanden hebben samen een oppervlakte van zo'n 1.68 km²:
- Nu'utele (1.08 km²)
- Nu'ulua (0.25 km²)
- Namua (0.20 km²)
- Fanuatapu (0.15 km²)

Namua en Fanuatapu bevinden zich aan de buitenste rand van het koraalrif van Upolu, met een afstand van respectievelijk 0,7 km en 2,5 km naar Upolu. Nu'utele en Nu'ulua liggen vier en zes km verder naar het zuiden, buiten het rif. Op een afstand van 1,4 km en 3,5 km van Cape Tapaga, het zuidelijkste punt van Upolu. Bestuurlijk gezien zijn de eilanden een deel van het district Atua.
De eilanden zijn restanten van geërodeerde vulkanische tufstenen ring. Enkel Namua is toegankelijk voor bezoekers. Fanuatapu, het oostelijkste eiland heeft een vuurtoren.

## Fauna
De eilanden zijn door hun beschermde ligging een belangrijke nestplaats voor vogels zoals de witbuikmonarch, de tandduif, de stairs patrijsduif, de roodpoot-en bruine gent, de zwartnek-en witte stern, de fregatvogel en de vleermuizensoort Pteropus samoensis. Daarnaast houden de eilanden ook dolfijnen, zeeschildpadden, roggen en haaien thuis.